# Fórum Chaves
Fórum Chaves (literalmente en español Foro de El Chavo) es un sitio web fundado y desarrollado por la comunidad brasileña de aficionados de Roberto Gómez Bolaños, principalmente de sus series El Chavo del Ocho (Chaves, que a su vez de nombre a la página), y El Chapulín Colorado (Chapolin). Es considerada la principal comunidad brasileña de fanáticos de la serie (haciéndola por extensión, la más grande de América Latina, en consideración a la población del país) siendo certificada por el Grupo Chespirito y participando en la producción de algunos documentales alusivos a Chespirito, que han sido emitidos en televisión e Internet, contando además con la participación de actores originales del mismo elenco, siendo uno de ellos el actor Édgar Vivar. El colectivo de aficionados también tuvo una activa participación en el proceso de traducción del libro El diario del Chavo del Ocho, que fue adaptado como O Diário do Chaves, para el público brasileño.
Desde 2020, tras la suspensión de transmisiones de las series originales de Chespirito de los servicios de televisión y streaming a nivel mundial por conflictos entre Televisa y Grupo Chespirito, Fórum Chaves ha organizado una campaña para solicitar a las partes en conflicto el regreso de la serie. El grupo, a través de su página web y redes sociales, suele desmentir rumores y noticias falsas sobre la serie, como polémicas que involucran a los actores, peleas tras bambalinas y especulaciones sobre los programas.

## Episodios Perdidos
En 2020, el Fórum Chaves lanzó en su plataforma el largometraje documental Episódios Perdidos: Uma História, dirigido por João Victor Trascastro. La producción tiene una duración de una hora y media y reúne información y testimonios sobre los nuevos episodios de las series El Chavo y El Chapulín Colorado, que han generado discusiones entre los fanáticos de la serie por décadas.
La película contiene testimonios del actor Édgar Vivar (intérprete de Señor Barriga, Ñoño y otros personajes de la serie), y de los aficionados Antonio Felipe Purcino, Igor Borges, Jônatas Holanda, James Revolti y Lucas de Brito, con banda sonora original de Lucas Sampaio y Luciano Junior, y con Robson Narciso y Paz Greemland en las cámaras.